# Tapuiasaurus
Tapuiasaurus (лат.) — род травоядных динозавров-зауроподов из семейства нэмэгтозаврид, живших в меловом периоде (аптский век) на территории современной Бразилии. Единственный вид — Tapuiasaurus macedoi. Впервые описан группой палеонтологов во главе с Zaher в 2011 году. Останки зауропода были найдены в штате Минас-Жерайс. Были обнаружены почти целый череп, 18 костей и 47 фрагментов. Название дано в честь племени Tapuia, на территории которого была сделана находка.
Tapuiasaurus принадлежит к группе титанозавров, четвероногих динозавров с длинной шеей, которые жили на суперконтиненте Гондвана. Является девятым по счёту видом титанозавров, найденным в Бразилии. Из 50 известных видов почти все были описаны на основе рёбер или пары позвонков. Tapuiasaurus описан по почти полному черепу.

## Кладограмма

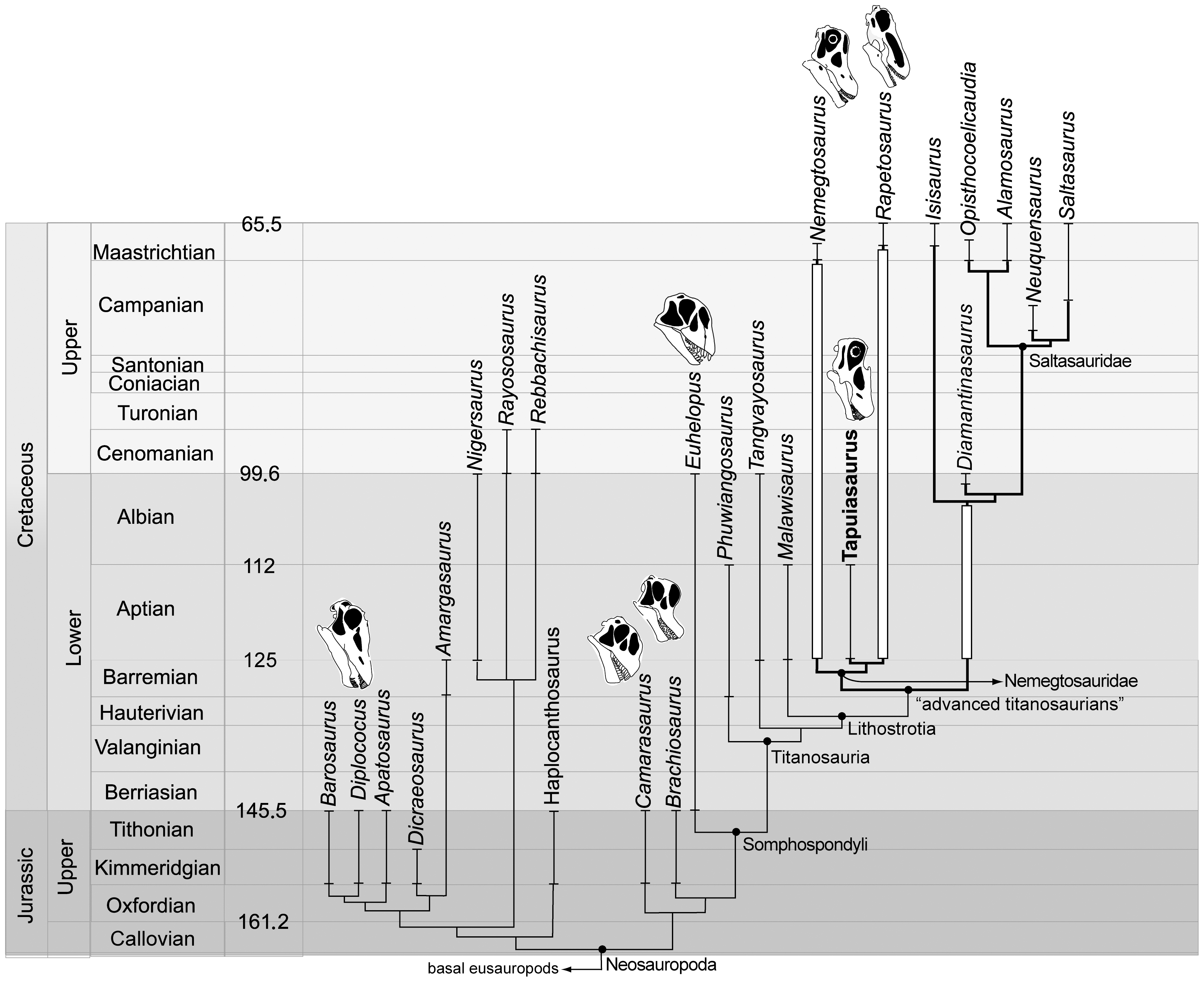